# 3188 Jekabsons
3188 Jekabsons este un asteroid din centura principală, descoperit pe 28 iulie 1978 de Perth Obs..